# 미황사
미황사(美黃寺)는 전라남도 해남군 송지면에 위치한 대한불교조계종의 사찰이다.

## 역사

### 땅끝마을 아름다운 절, 미황사
미황사는 해남의 금강산이라 불리는 달마산(489m) 서쪽, 한반도의 가장 남쪽 끝에 자리한 사찰이다. 신라 경덕왕 8년(749년)에 의조화상이 창건했다. 고려시대에는 남송의 달관(達官), 군자(君子) 등이 미황사에 내왕하기도 했다는 기록이 있으며 조선전기까지도 사세를 유지해 온 것으로 보인다.
1754년(영조30년)에 기록된 <미황사법당중수상량문>에 보면 미황사는 임진왜란 이후 세 차례 중건이 있었다고 한다. 첫번째는 1597년(선조 30년) 정유재란 때 건물의 일부가 소실되어 다음 해부터 공사를 시작해서 1601년에 마무리되었고, 이때의 불사는 만선스님이 담당했다. 그뒤 1658년(효종 9년)에서 1660년(현종 1년)까지 두 번째 중창이 이루어졌으며, 이때는 성간(省侃), 수신(脩信)스님이 담당했다고 한다.
그리고 마지막 세번째는 1751년(영조 27년)에 덕수(德修)스님에 의해 시작되어 상량문이 씌어진 1754년에 마무리 되었다. 이때의 불사는 동서 양쪽에 금고각(金鼓閣)을 세우고, 대웅전과 나한전을 중수하고 기와를 번와하는 대규모 불사였다. 이에 필요한 목재를 1751년에는 보길도에서 실어 왔으며, 대둔사와 인근 마을에서 공사를 도왔다고 한다.

### 서산대사 진법군고
18세기에는 당대 화엄종주로 추앙받던 연담유일 스님이 이곳에 머무르며 활발한 활동을 벌였다. 스님은 특히 미황사의 지역적 특성을 고려해서 바다에서 죽은 사람을 위해 수륙재를 지내주기도 하고, 문집 <임하록(林下錄)>을 이곳 미황사에 머물던 1799년(정조 23년)에 펴내기도 했다. 입적 후 연담스님 부도가 미황사에 만들어졌다.
1858년(철종 9년)에는 영허의현 스님이 미황사에서 만일염불회를 개설했음이 초의선사가 지은 <미황사만일회기>에 소개되기도 했다. 하지만 미황사는 한순간에 쇠퇴의 길로 들어선다. 100년 전쯤, 이 고장 북평면 출신 혼허스님이 절의 중창을 위해 서산대사진법군고단을 이끌고 완도 청산도를 가다 배가 뒤집혀서 스님 한 분을 제외하고 전원이 몰살당했다고 한다.
서산대사진법군고는 아마도 임진왜란 당시부터 승군에서 전해 내려오는 일종의 군악으로 이때는 마을을 돌며 풍년을 기원해주고 지신도 밟아주는 농악대의 성격이었던 모양이다. 미황사는 일시에 스님이 모두 죽고 빈 절이 되어 이후 거의 백 년 동안 잊혀진 절로 남게 되었다.

### 세 스님의 땀방울로 새로 일군 미황사
퇴락한 지 100년이 흐른 1989년 즈음, 지운스님과 현공, 금강스님이 주인 없이 비어있던 미황사에 들어서면서 퇴락한 법당을 일으켜 세우고 잡초 무성한 마당을 쓸기도 하면서 살기 시작했다. 흔적만 남아 있던 명부전, 삼성각, 만하당, 달마전, 부도암 등이 하나하나 복원되었다. 그렇게 10여 년이 지나자 사람들 입에서 입으로 ‘땅끝 마을 아름다운 절, 미황사’에 대한 소문이 퍼져 나가기 시작했다.
단청이 벗겨진 대웅보전은 그 사이 보물 947호로 지정되었고, 내부의 화려한 벽화와 기둥 아래 주초석에 새겨진 게와 물고기와 거북이는 이곳의 특징이 되었다. 응진당(보물 1183호)과 명부전, 삼성각, 만하당, 달마전, 세심당, 후원, 향적전, 안심료, 자하루, 감로다실 등이 세월의 흐름 속에 고즈넉히 자리잡고 있다.

## 문화재
| 종목          | 명칭                                        | 시대 | 지정일     | 비고 |
| ------------- | ------------------------------------------- | ---- | ---------- | ---- |
| 보물 제947호  | 해남 미황사 대웅전(海南 美黃寺 大雄殿)      | 조선 | 1988.04.01 |      |
| 보물 제1183호 | 해남 미황사 응진당(海南 美黃寺 應眞堂)      | 조선 | 1993.11.19 |      |
| 보물 제1342호 | 미황사괘불탱(美黃寺掛佛幀)                  | 조선 | 2002.07.02 |      |
| 명승 제59호   | 해남 달마산 미황사 일원(海南 達摩山 美黃寺) |      | 2009.09.18 |      |

## 체험 및 시설

### 템플스테이
미황사에서는 내·외국인을 위한 다양한 템플스테이 프로그램을 운영하고 있다.
- 미황사 템플스테이 프로그램

## 사진

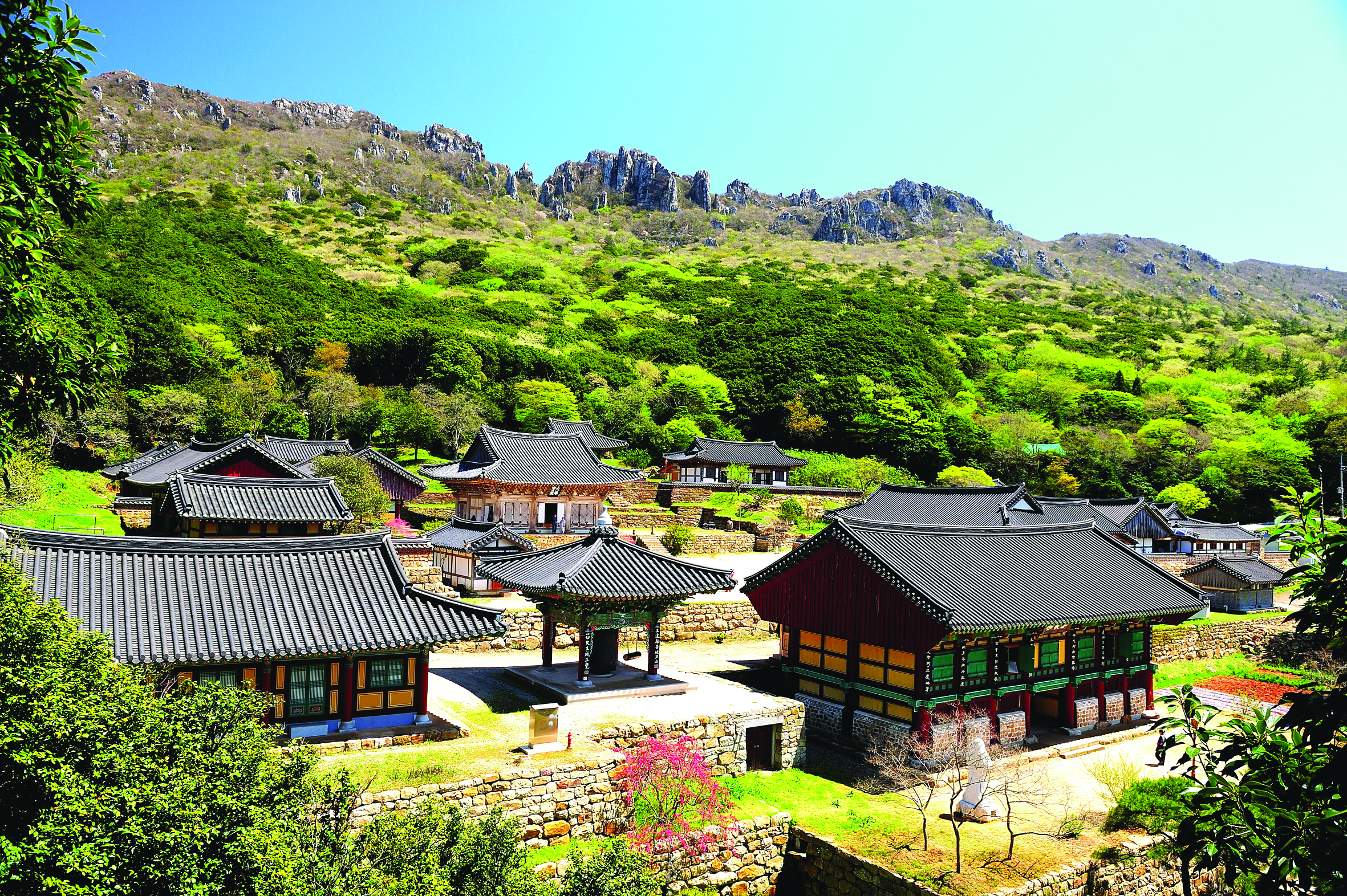
미황사 전경
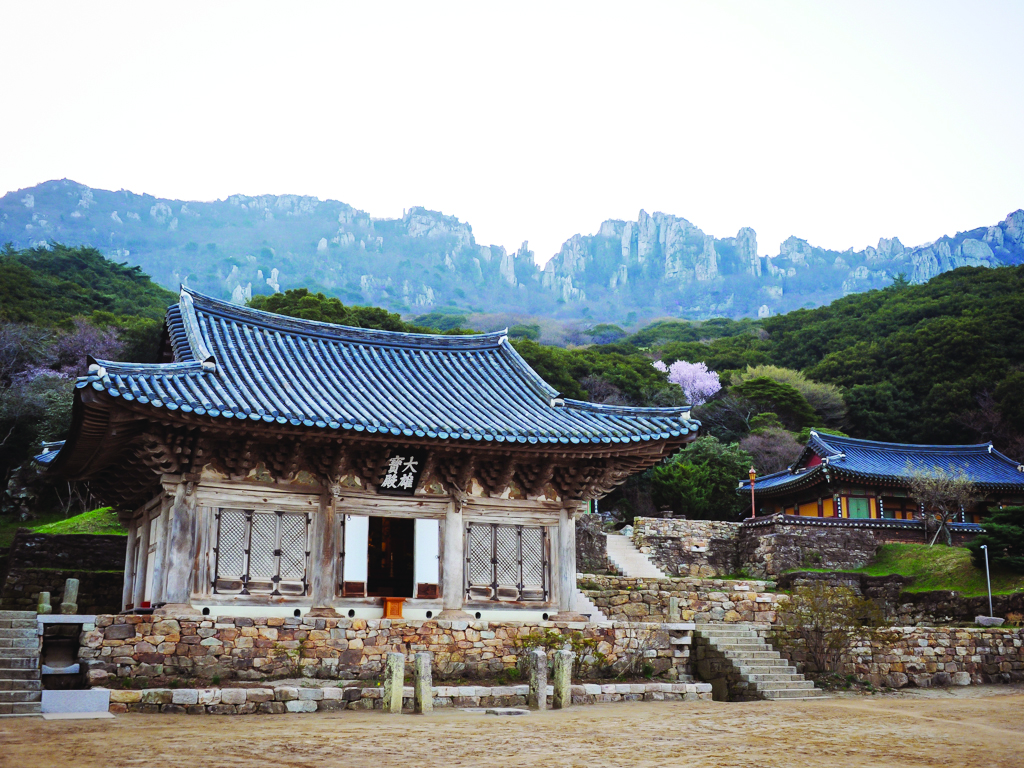
대웅전
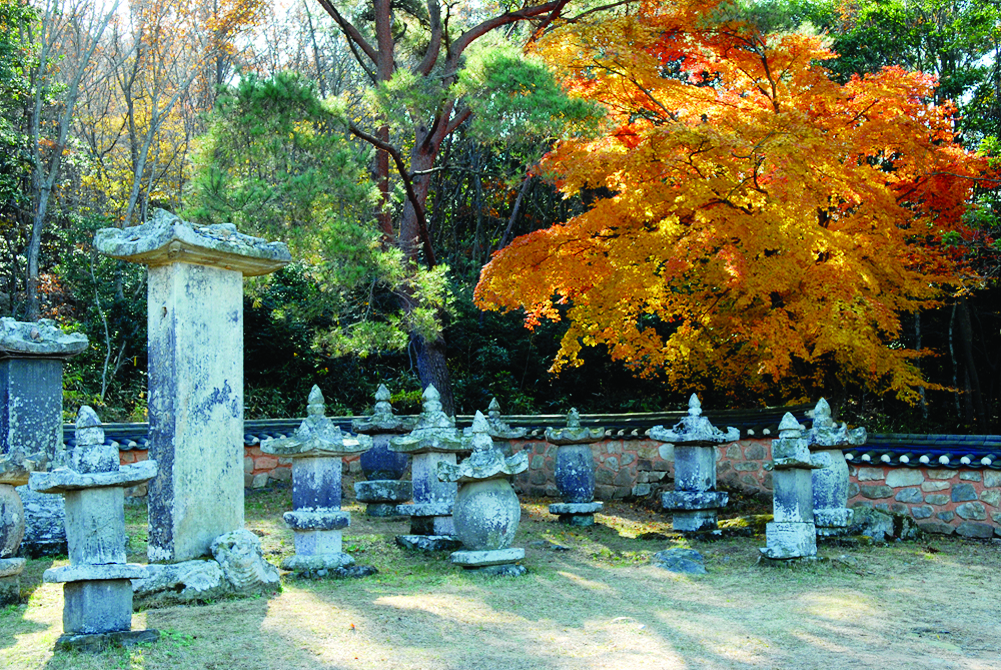
부도암
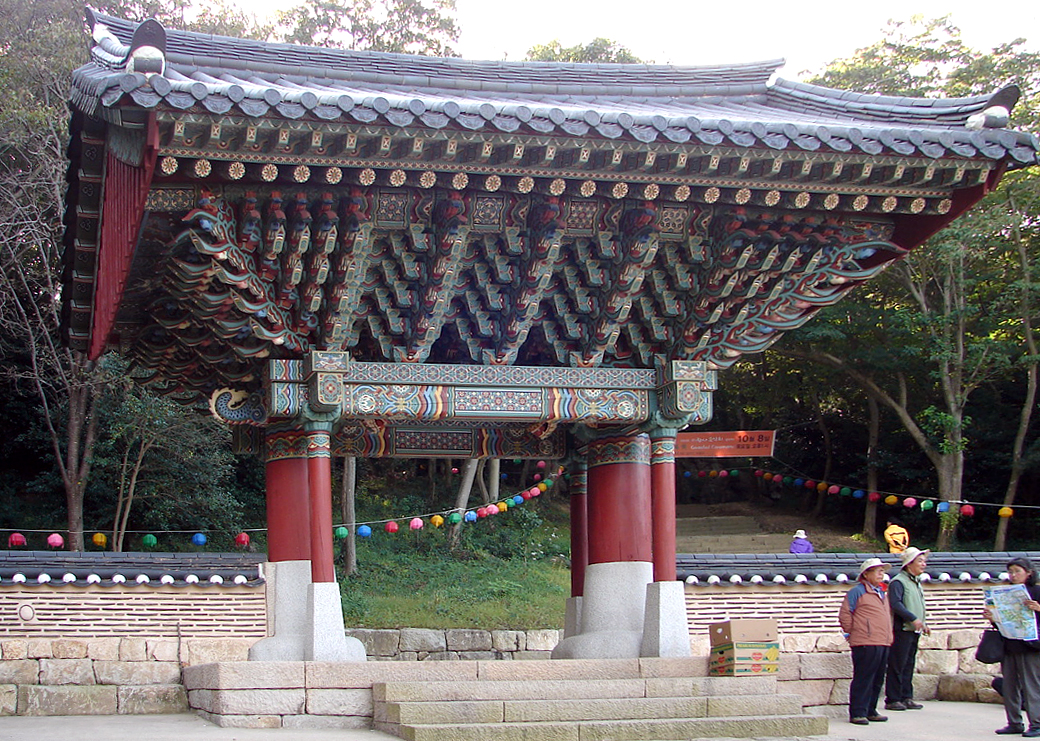
일주문
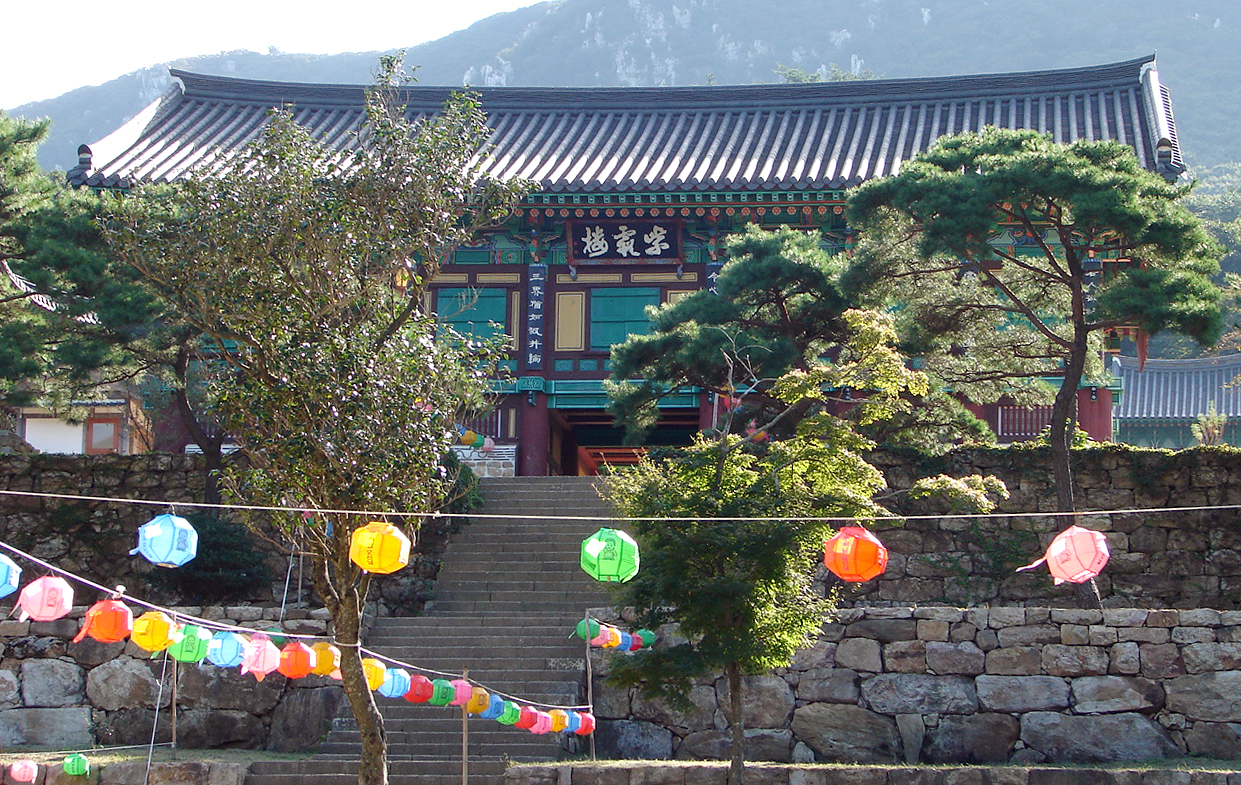
자하루
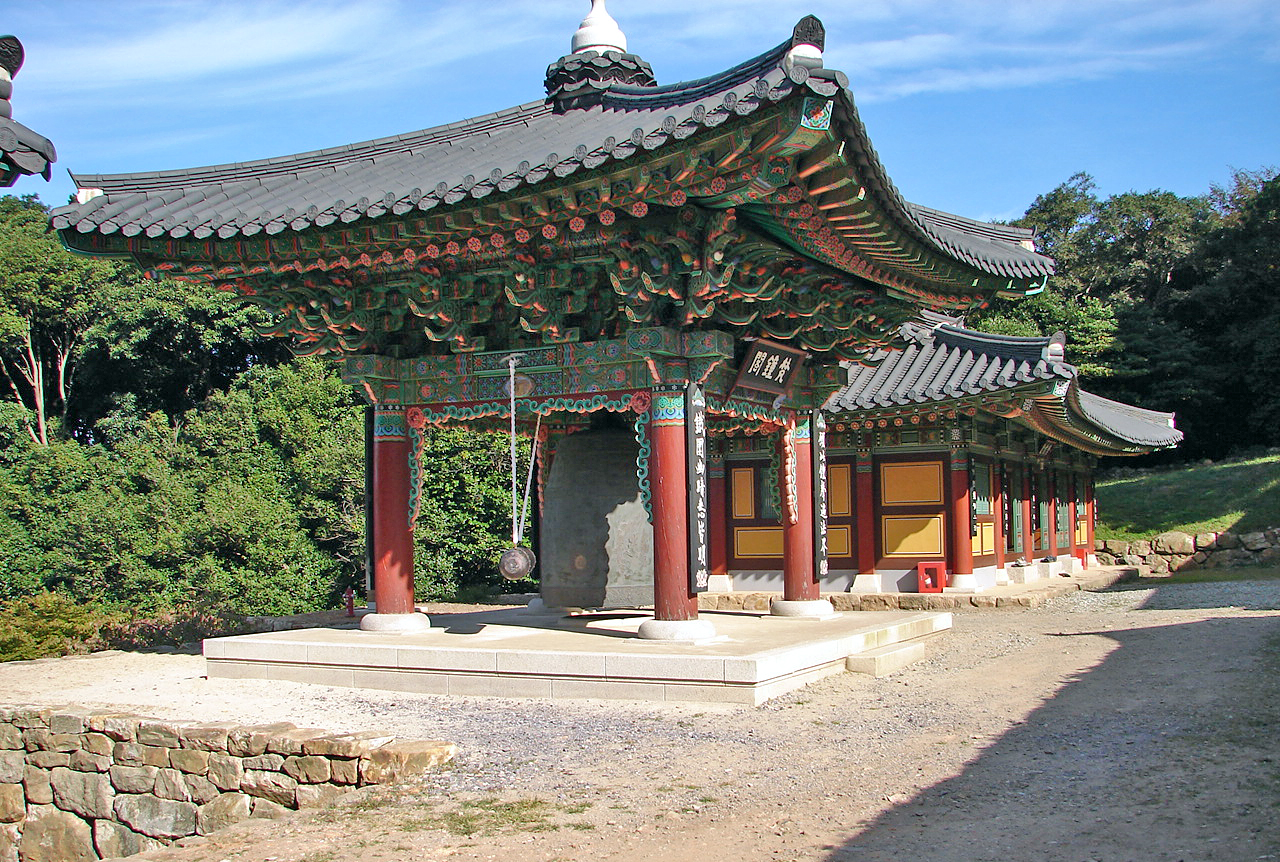
범종각
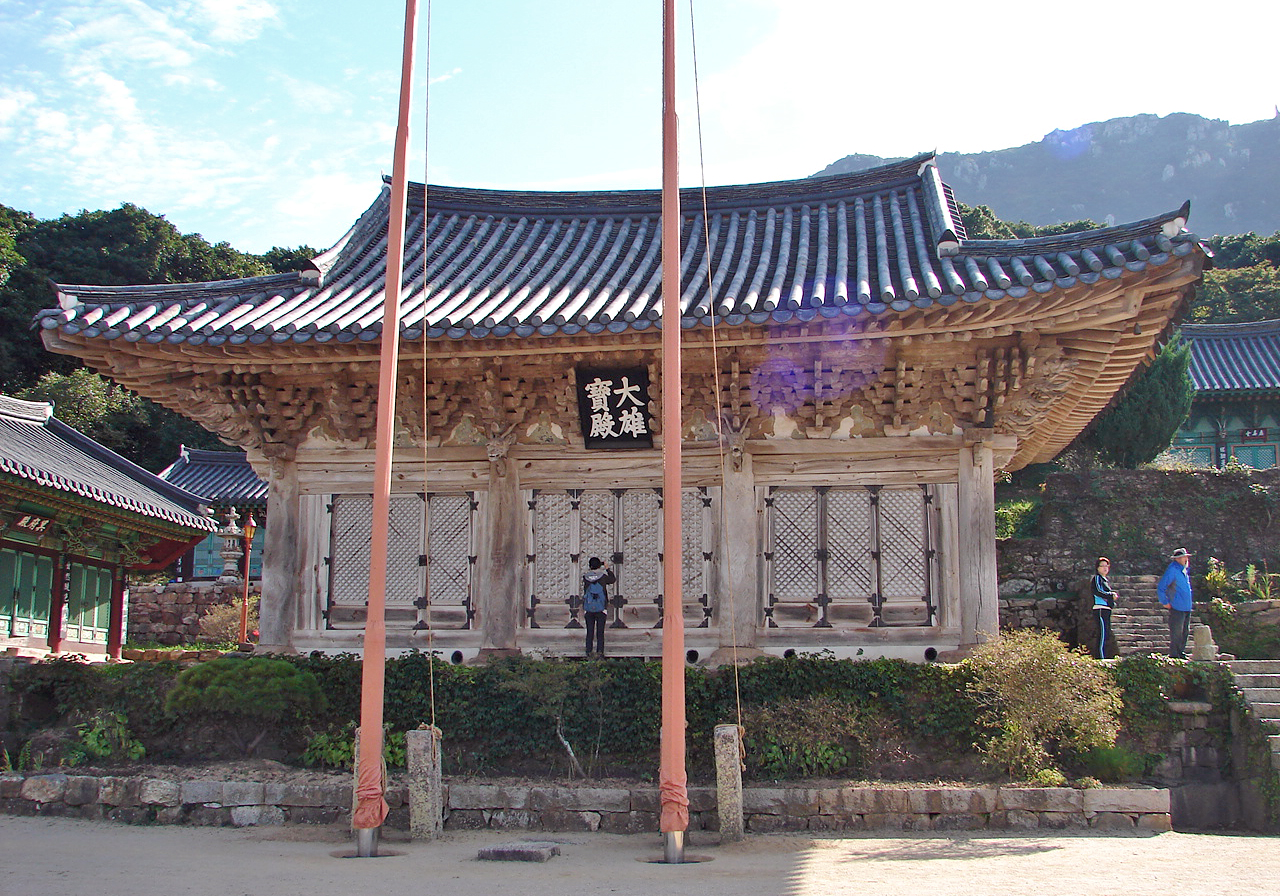
대웅보전
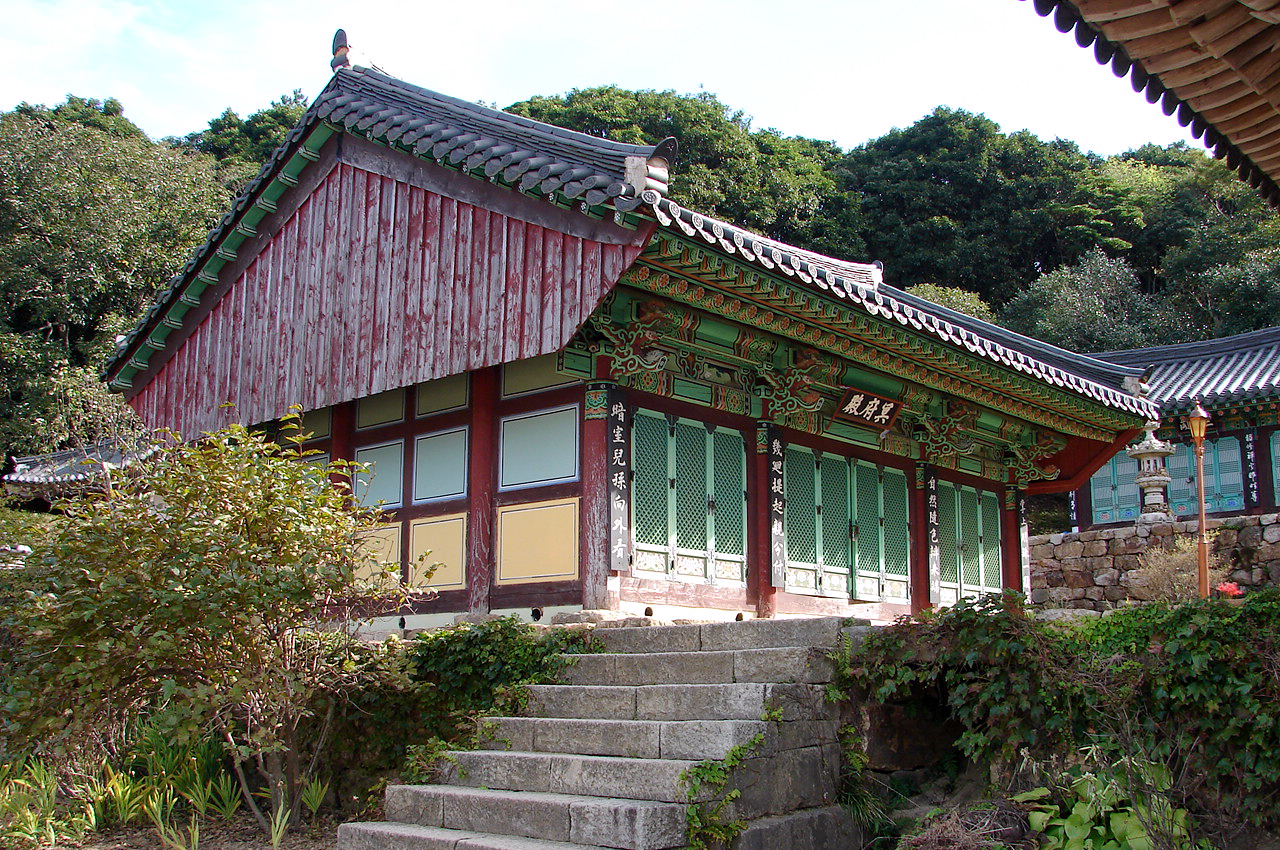
명부전
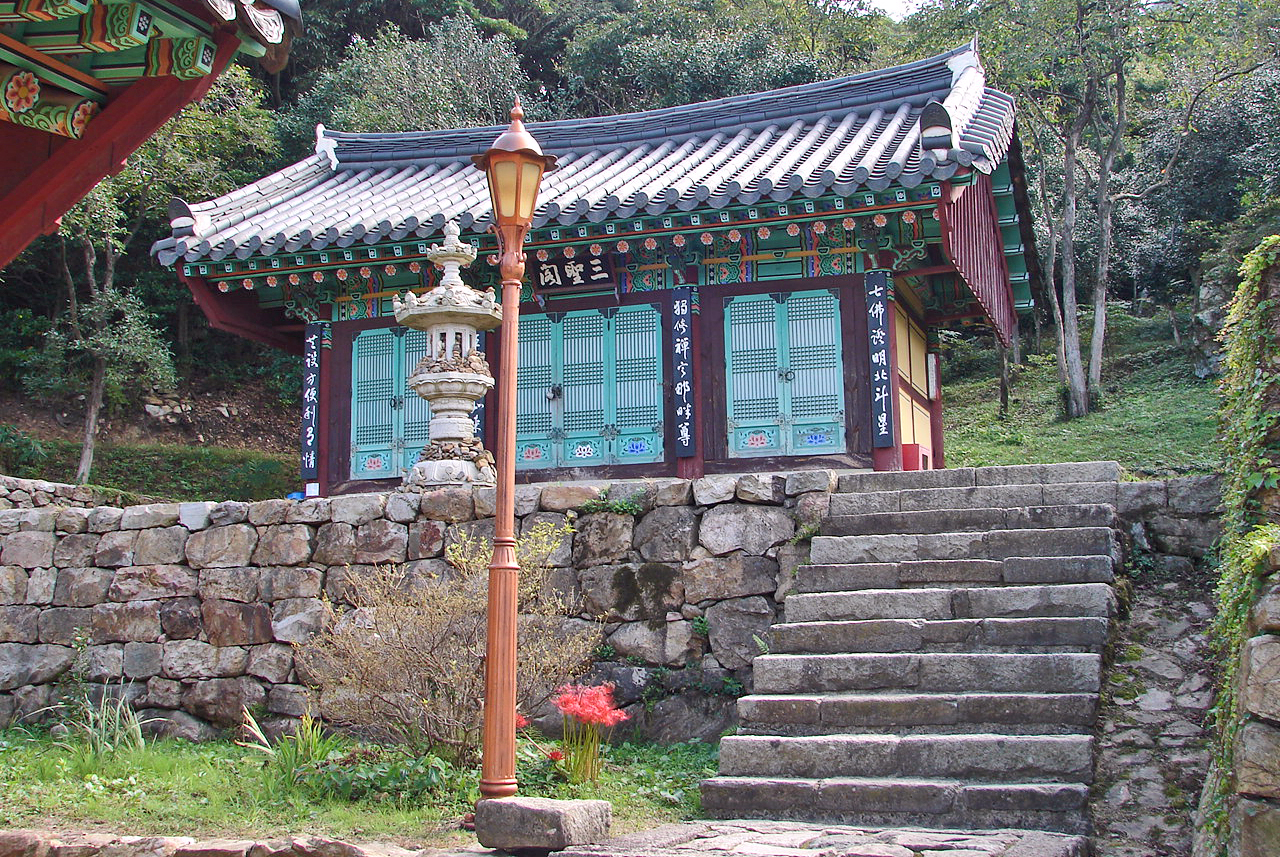
삼성각
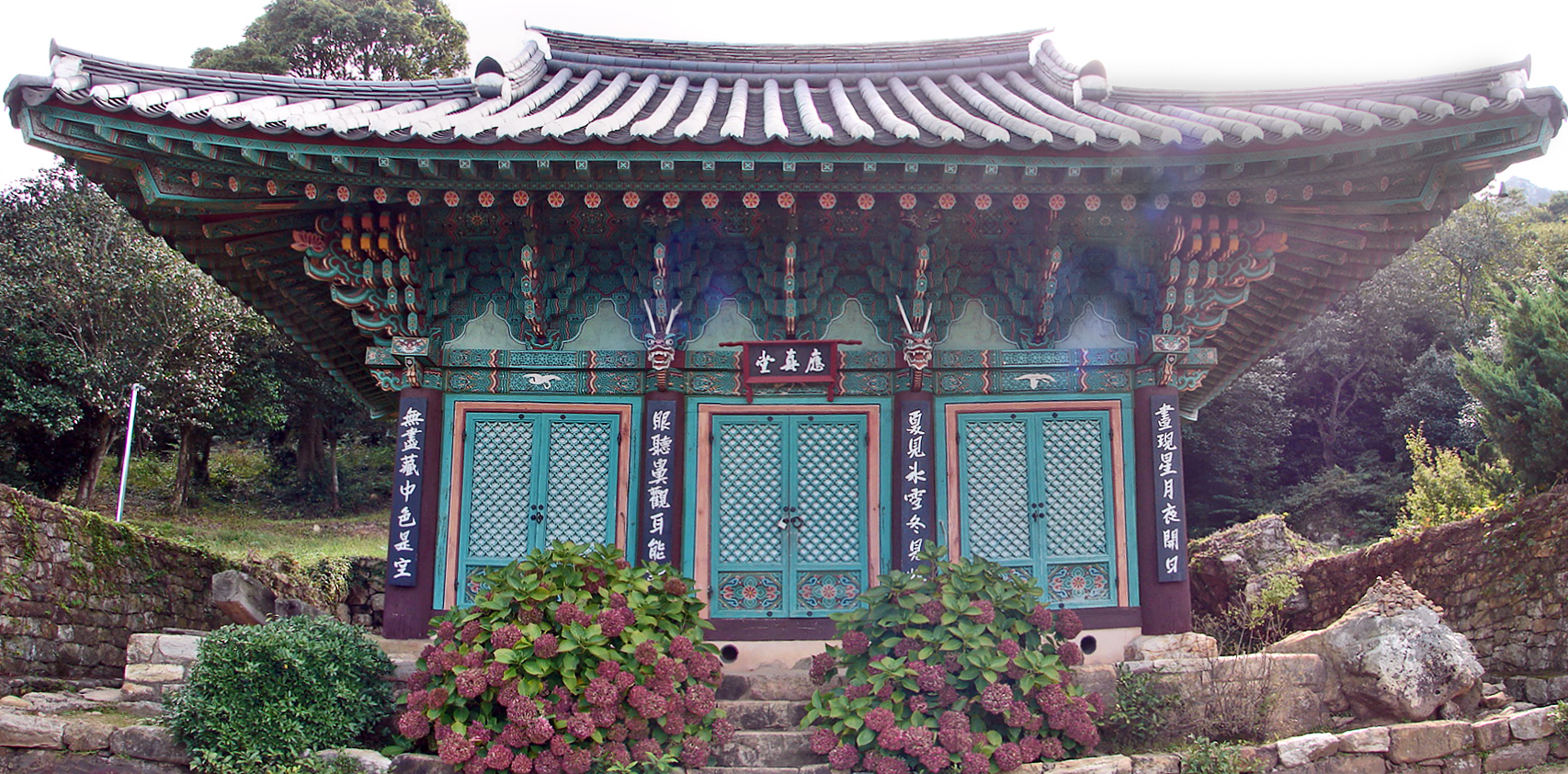
응진당
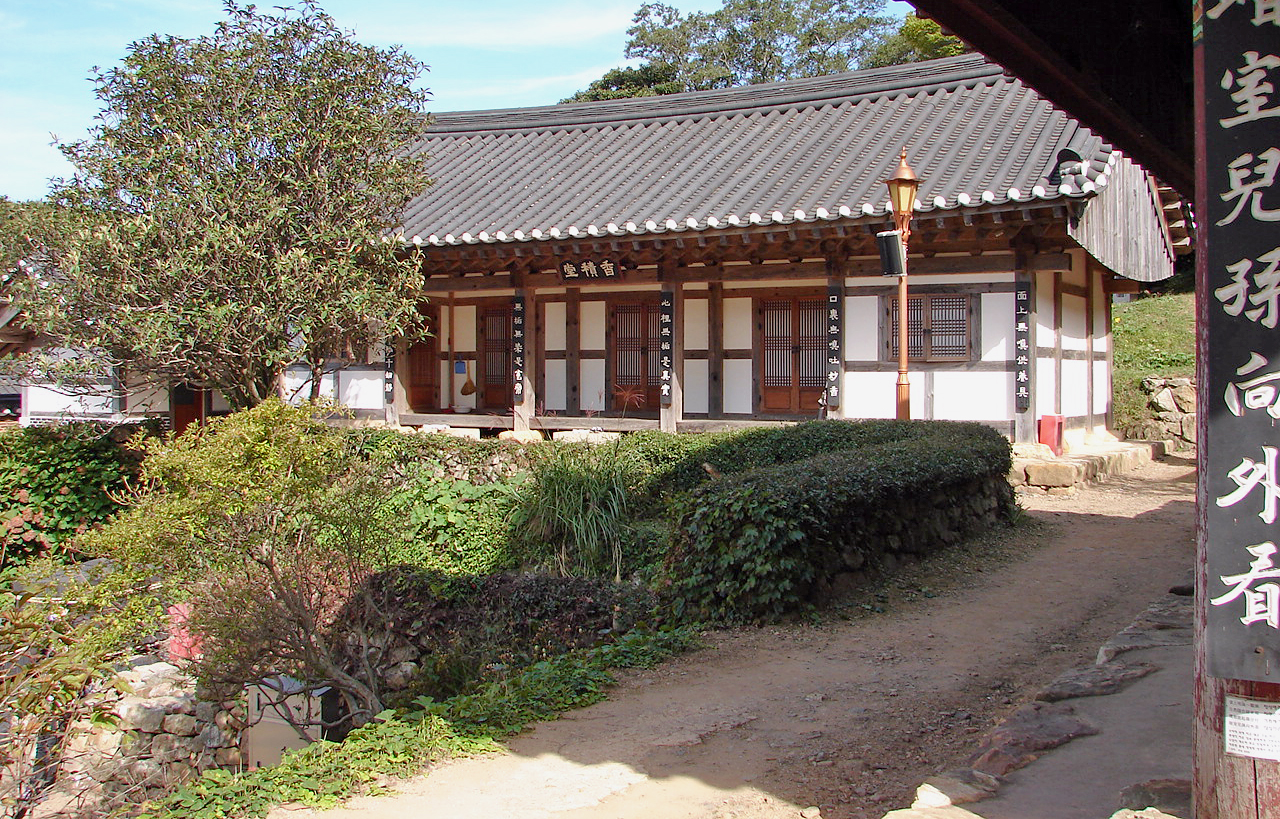
향적당
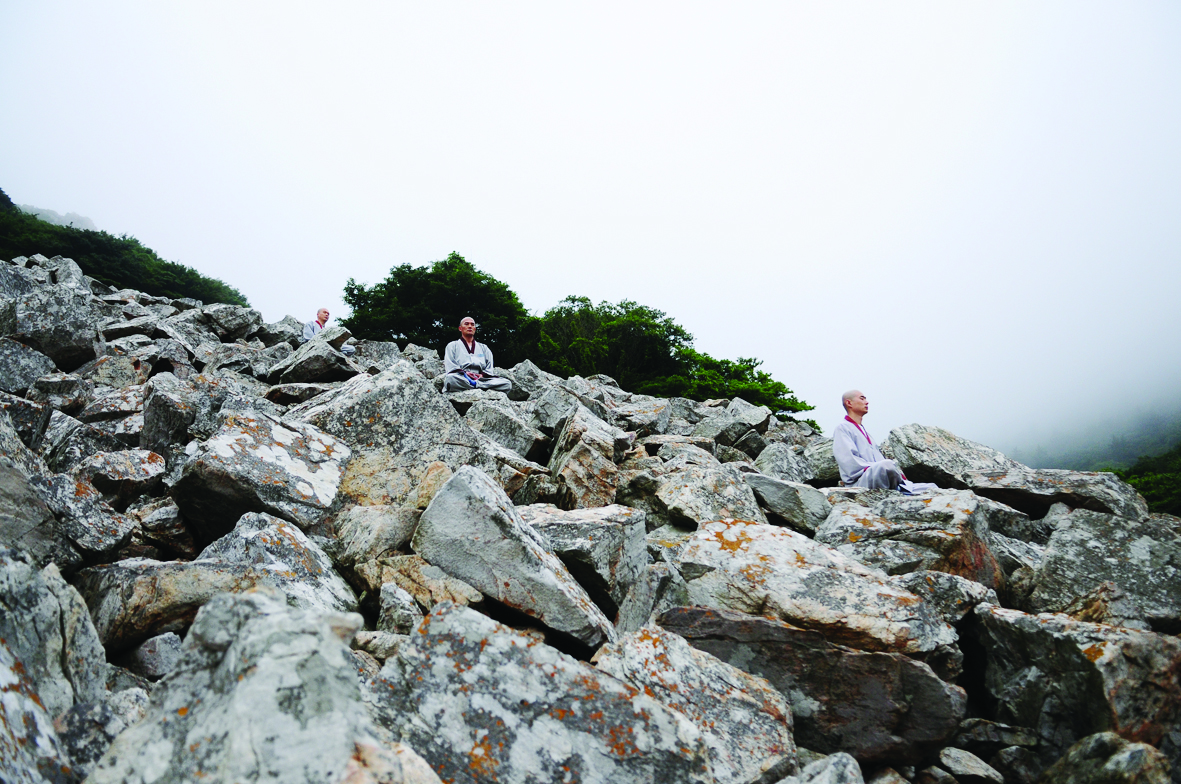
미황사 너덜지대 수련 모습

## 참고 문헌
- 이 문서에는 다음커뮤니케이션(현 카카오)에서 GFDL 또는 CC-SA 라이선스로 배포한 글로벌 세계대백과사전의 내용을 기초로 작성된 글이 포함되어 있습니다.